# Xã Duplain, Michigan
Xã Duplain (tiếng Anh: Duplain Township) là một xã thuộc quận Clinton, tiểu bang Michigan, Hoa Kỳ. Năm 2010, dân số của xã này là 2.363 người.